# يان برغر
يان برغر ، من مواليد 27 نوفمبر 1955، لاعب كرة قدم تشيكوسلوفاكي سابق.
لعب مع منتخب تشيكوسلوفاكيا لكرة القدم.

## روابط خارجية
- يان برغر على موقع الاتحاد التشيكي (الإنجليزية)
- يان برغر على موقع قاعدة بيانات كرة القدم.إي يو (الإنجليزية)
- يان برغر على موقع ناشيونال فوتبول تيمز (الإنجليزية)
- يان برغر على موقع أوليمبيديا (الإنجليزية)
- يان برغر على موقع اللجنة الأولمبية التشيكية (التشيكية)